# Roger Schallreuter
Roger Schallreuter (* 23. September 1937 in Harrow on the Hill, Middlesex, England; † 2. November 2013 in Greifswald) war ein deutscher Geologe und Paläontologe.
Sein Vater, der Physiker Walter Schallreuter (* 24. März 1895 in Berlin; † 16. April 1975) war seit 1953 Professor für Physik an der Ernst-Moritz-Arndt-Universität Greifswald. Seine Mutter war Benita, geb. Konow. Seine Familie kehrte 1939 nach Deutschland zurück, wo sie sich nach Aufenthalten in Saarbrücken, Coburg, Berlin, Kalisch (Warthegau) und Ilmenau 1946 in Greifswald ansiedelte, wo er 1955 das Abitur ablegte.
Roger Schallreuters Interesse an norddeutschen Geschieben und der Geologie wurde angeregt durch den Fund eines eiszeitlichen
Geschiebes mit einem Trilobiten-Schwanzschild am Strand bei Sellin (Rügen). 1955 begann er in Jena sein Studium der Geologie, schrieb 1960 seine Diplomarbeit über das Ordovizium des Thüringischen Schiefergebirges. Zu seinen Lehrern gehörten der Geologe Fritz Deubel, der Mineraloge Fritz Heide und der Paläontologe Arno Hermann Müller. Seine Doktorarbeit (Promotion am 13. Juli 1966) lenkte ihn auf das Arbeitsgebiet der Mikropaläontologie und der Geschiebeforschung.
Als 1968 mit der III. Hochschulreform das Geologisch-Paläontologische Institut in die Sektion Geologische Wissenschaften eingegliedert wurde, wurde sein Arbeitsverhältnis auf ein befristetes umgewandelt. Er bekam Probleme, da er nicht in die SED eintreten wollte und wurde am Büro von Otto Miehlke aufgenommen, wo er zum Küstenschutz sedimentologische Untersuchungen durchführte.
Wegen Vorbereitung einer Flucht aus der DDR kam er im September 1973 für etwa fünf Monate in Untersuchungshaft. 1975 siedelte er in die Bundesrepublik Deutschland über. Von 1975 bis 2002 arbeitete er als wissenschaftlicher Mitarbeiter am Geologisch-Paläontologischen Institut der Universität Hamburg, zunächst unter Ulrich Lehmann. Nach seiner Habilitation im Oktober 1978 hatte er 1983 eine Vertretungsprofessur in Essen. In den Jahren 1984 bis 1986 arbeitete er unter Gerhard Alberti. Schallreuter spezialisierte sich auf die wissenschaftliche Untersuchung altpaläozoischer Mikrofossilien, insbesondere Ostracoden, Altersdatierung und Herkunftsbestimmung nordischer Geschiebe. Er veröffentlichte über 400 wissenschaftliche Arbeiten, beschrieb 250 Tiergattungen und 600 Arten neu.
Im Oktober 1984 rief er die Gesellschaft für Geschiebekunde ins Leben, war viele Jahre ihr Vorsitzender und hat sich bis zuletzt um die redaktionelle Gestaltung von „Geschiebekunde aktuell“ und „Archiv für Geschiebeforschung“ gekümmert. Seit Anfang der 1990er Jahre war er mit der Paläontologin Ingelore Hinz-Schallreuter verheiratet; beide verband über zwei Jahrzehnte eine enge Forschungs- und Publikationsgemeinschaft.